# رومانو كانفيزي
رومانو كانافيزي هي بلدية في مدينة تورين الحضرية في المنطقة الإيطالية بيدمونت، وتقع على بعد حوالي 40 كيلومتر (25 ميل) شمال شرق تورينو.

## المعالم السياحية الرئيسية
- برج البلدية (القرن الرابع عشر) تحول الآن إلى برج جرس الكنيسة والمنتزه المحيط به.
- أنقاض حِصن ريكيتو.
- كنيسة سانتا مارتا في ريكيتو يعود تاريخها إلى القرن الثالث عشر ولكن بواجهة باروكية.
- فيلا بوكا.

## روابط خارجية
- www.comuneromano.it/ نسخة محفوظة 30 سبتمبر 2010 على موقع واي باك مشين.